# それでもいいと思ってた
「それでもいいと思ってた」（それでもいいとおもってた）は、木根尚登が1996年2月21日にリリースした6枚目のシングル。

## 概要
C/Wの「雨音を聴きながら」含め3枚目のアルバム「liquid sun」からのシングルカット。フジテレビ系「上岡龍太郎にはダマされないぞ!」エンディング・テーマ。シングルカットにあたり、「-Single Mix-」としてアレンジが変更。

## 収録曲
作曲：木根尚登　編曲：奈良部匠平
1. それでもいいと思ってた -Single Mix-
  - 作詞：木根尚登
2. 雨音を聴きながら
  - 作詞：山本成美
3. それでもいいと思ってた （オリジナル・カラオケ）